# Vakantiegeld
Vakantiegeld is een toelage die werknemers in Suriname, België en Nederland krijgen met de bedoeling extra kosten van vakantie te dekken. De toelage staat los van het opnemen van betaald verlof. Buiten Suriname, België en Nederland is vakantiegeld een onbekend begrip, alhoewel in veel landen werknemers wel betaalde vakantiedagen krijgen, en soms andere toelagen zoals een 'dertiende maand'.

## Vakantiegeld Nederland
In Nederland is vakantiegeld (wettelijk gezien: vakantiebijslag, niet te verwarren met het loon dat wordt doorbetaald tijdens de vakantieperiode) over het algemeen vastgesteld op 8% van het brutoloon, meestal uitgekeerd eind mei, en opgebouwd over de periode 1 juni tot en met 31 mei. Bij beëindiging van het dienstverband wordt het reeds opgespaarde gedeelte over de afgelopen periode (sinds 1 juni) direct uitbetaald.
 
Uitzendkrachten kunnen op elk moment opgespaard vakantiegeld uit laten betalen. Uitzendkrachten konden ook kiezen voor een verhoging van 8% op hun loon dat direct uitgekeerd werd elke maand, maar of dit nog steeds mag is onduidelijk in verband met Europese wetgeving.

Als iemand een uitkering ontvangt, dan krijgt diegene ook vakantiegeld. Bij uitkeringen uit werknemersverzekeringen is het percentage 8% van de bruto-uitkering en bij sociale bijstand 5% van de bruto-uitkering .
De minimale vakantiebijslag is vastgelegd in de Wet Minimumloon en Minimumvakantiebijslag, die in 1969 werd aangenomen. Vanaf 1969 was de minimumvakantiebijslag gelijk aan 6% van het bruto jaarloon, vanaf 1 juni 1974 gelijk aan 7%, vanaf 1 juni 1980 gelijk aan 7½%, en vanaf 1 juni 1988 gelijk aan 8%. Overigens was al vanaf eind jaren '70 de vakantiebijslag in de meeste bedrijfstakken 8%.
Bij betaald verlof (binnen een vast dienstverband) wordt door de werkgever het loon doorbetaald; dit wordt geen vakantiegeld genoemd. Bij beëindiging van het dienstverband kunnen niet opgenomen vakantiedagen (in overleg) opgenomen worden binnen de opzegtermijn; anders moeten de vakantiedagen na de opzegtermijn uitbetaald worden. Sommige CAOs staan toe om vakantiedagen bij te kopen of "terug" te verkopen aan de werkgever. Zolang er geen bijzondere afspraken zijn tussen werkgever en werknemer is het niet mogelijk om het "bovenwettelijke" gedeelte te verkopen. Dus wanneer iemand recht heeft op 25 vakantiedagen per jaar, dan kan deze na dit jaar niet meer dan 5 dagen "terugverkopen".

## Vakantiegeld België
Men onderscheidt (in België) drie soorten: enkel vakantiegeld, dubbel vakantiegeld en vertrek-vakantiegeld.
Vakantiegeld dat een werknemer dit jaar ontvangt is verdiend in het jaar daarvoor, wordt op basis van dat jaarinkomen berekend en wordt ook door die werkgever uitbetaald (kan belangrijk zijn voor mensen die van werkgever veranderden). Het vakantiegeld voor arbeiders maakt een omweg via de Rijksdienst voor Jaarlijkse Vakantie ("vakantiekas"). Bedienden onder een interimcontract krijgen hun vakantiegeld onmiddellijk (wekelijks) uitbetaald.

### Enkel vakantiegeld
Dit is het inkomen dat men krijgt als er betaald verlof wordt opgenomen en dat wordt uitbetaald op het moment dat de werknemer vakantie neemt. Heeft de werknemer wettelijk recht op 20 dagen betaald verlof, dan wordt bijvoorbeeld in de maand juli 5 dagen gewoon loon uitbetaald, en 20 dagen 'enkel vakantiegeld'. Het enkel vakantiegeld wordt berekend op basis van het inkomen van het vorige werkjaar, en wordt gestort op de dag dat normaal loon wordt uitbetaald. Voor bedienden komt het erop neer dat hun loon gewoon doorloopt tijdens betaalde vakantiedagen. Arbeiders echter krijgen geen loon op het moment dat ze een verlofdag nemen, omdat dit enkel vakantiegeld in één keer tezamen met hun dubbel vakantiegeld (zie verder) uitbetaald wordt.

### Dubbel vakantiegeld
Dit is de bonus die gestort wordt boven op het enkel vakantiegeld. Het wordt meestal in mei of juni uitbetaald. Voor bedienden bedraagt het 92 procent van het (bruto) maandinkomen. Arbeiders krijgen 15,8 procent van het (bruto) jaarinkomen (maar dit is wel enkel en dubbel vakantiegeld tezamen). Voor ambtenaren is er een andere regeling (zij krijgen over het algemeen minder vakantiegeld).

### Vertrek-vakantiegeld
Als van werkgever veranderd wordt, of gestopt wordt met werken, dan krijgt de werknemer vakantiegeld vroeger gestort. Men berekent in dat geval het enkel en dubbel vakantiegeld en stort het vroeger op de rekening. Als de werknemer start bij een nieuwe werkgever in vast dienstverband (niet interim), hij dit vakantiegeld van het eerste maandloon (en eventueel zelfs tweede maandloon) terug aftrekt met de belofte het uit te betalen in de normale periode. Dit is overigens fiscaal gunstig voor wie verandert van werkgever na de vakantiemaanden.
(Deze regeling is aan wijzigingen onderhevig).